# Swiss International Air Lines
Swiss International Air Lines, также известная, как SWISS — крупнейшая авиакомпания Швейцарии, выполняющая регулярные рейсы в европейские страны, Северную и Южную Америку, Африку и Азию. Член глобального авиационного альянса пассажирских перевозок Star Alliance. Основным узловым аэропортом авиакомпании является Аэропорт Цюриха, штаб-квартира находится в Аэропорту Базель-Мюлуз-Фрибург, Сен-Луи (департамент Верхний Рейн, Франция).
Авиакомпания SWISS является дочерней компанией немецкого авиаперевозчика Deutsche Lufthansa AG.
Авиакомпания работает под кодом ИАТА LX, доставшимся ей от швейцарского регионального авиаперевозчика Crossair. Код ИКАО SWR ранее использовался авиакомпанией Swissair и перешёл в SWISS для сохранения прав на международные авиаперевозки.

## История авиакомпании

### Начало деятельности

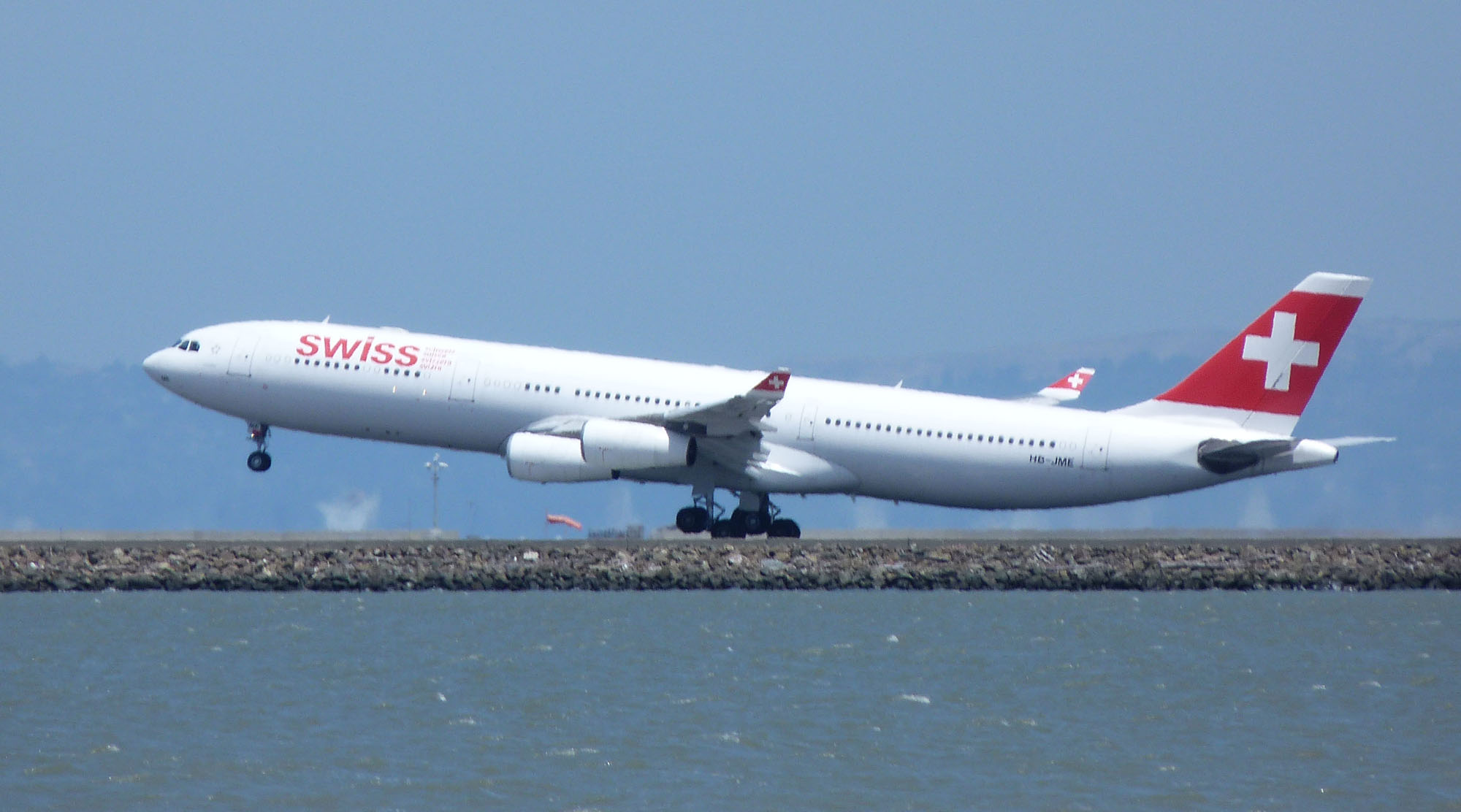
Airbus A340-300 SWISS в ливрее 2002—2011 год

Авиакомпания SWISS была образована в 2002 году после банкротства национального авиаперевозчика Швейцарии Swissair, все активы которой были переданы управляющим холдингом SAirGroup в региональную авиакомпанию, которая также входила в состав данного холдинга. Позднее название Crossair было изменено на Swiss International Air Lines, и новая авиакомпания начала свою операционную деятельность 31 марта 2002 года. Первоначально SWISS находилась в собственности инвестиционных групп (61,3 %), швейцарской Конфедерации (20,3 %), кантонов и местного самоуправления (12,2 %) и других частных инвесторов (6,2 %). В свою очередь авиакомпании полностью принадлежит компания Swiss Sun и 99,9 % собственности компании Crossair Europe.
Новая авиакомпания постоянно терпела убытки, объём которых до 2005 года составил 1,6 млрд долларов США.
По словам управляющего директора межконтинентальной биржи Швейцарии Марселя Бидерманна у авиакомпании существовало три варианта дальнейшего развития собственной деятельности: остаться независимым перевозчиком в своей нише авиамаршрутов, претерпеть сильное сокращение компании или войти в состав более крупной авиакомпании или авиационного холдинга. Руководством SWISS был выбран третий вариант, после чего начались переговоры с французско-голландской Air France-KLM, британской British Airways и немецкой Lufthansa. В связи с большой образовавшейся задолженностью авиакомпании и её неопределённым будущим долгосрочные инвестиции в SWISS представлялись весьма непривлекательными. После слияния двух авиаперевозчиков KLM и Air France руководство последней заявило, что не будет на данном этапе рассматривать предложение о присоединении SWISS в связи с занятостью в процедуре собственной реорганизации. Положительный ответ поступил от Lufthansa, однако SWISS по каким то причинам не захотела продолжать переговоры с немецкой авиакомпанией. Как вариант рассматривалось согласие британского перевозчика British Airways и её партнёры по альянсу Oneworld всерьёз рассматривали аэропорт Цюриха как альтернативу Лондонскому аэропорту Хитроу в качестве транзитного узла для членов альянса Oneworld.
После почти года переговоров авиакомпания British Airways заблокировала решение по вступлению SWISS в авиационный альянс Oneworld по причине конкуренции маршрутных сетей этих авиакомпаний на многих дальнемагистральных направлениях. 3 июня 2004 года SWISS объявила о собственном решении отказаться от планов вступления в Oneworld, объяснив это решение нежеланием интегрировать собственную бонусную программу поощрения часто летающих пассажиров с аналогичной программой Executive Club авиакомпании British Airways. Кроме того, SWISS полагала, что сотрудничество с британцами будет развиваться в одностороннем порядке — British Airways получит прибыльные рейсы швейцарцев, ничего не дав им взамен.

### Слияние с Lufthansa

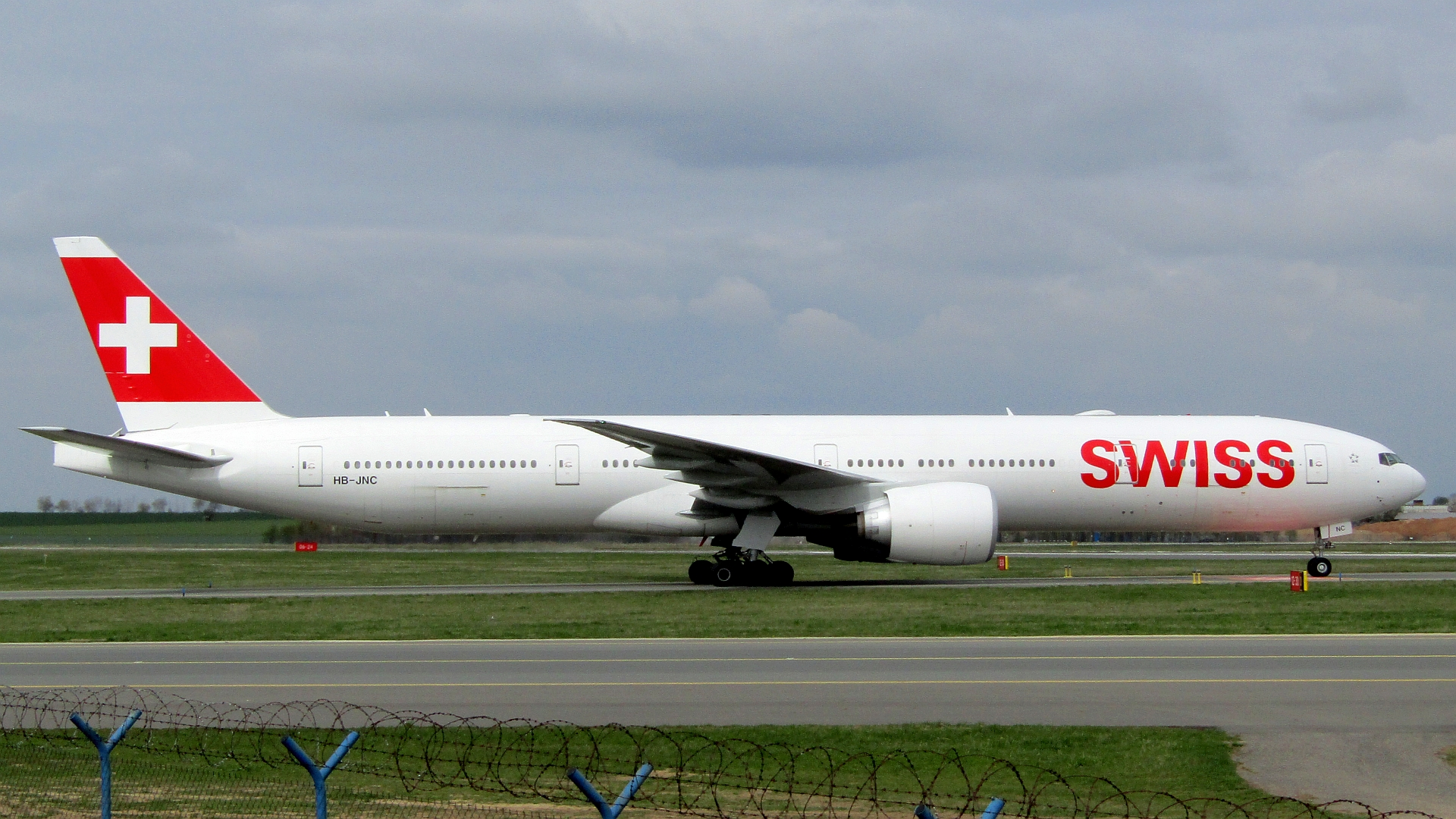
Boeing 777-300ER SWISS в новой ливрее

В 2005 году SWISS дала согласие Lufthansa и стала членом Star alliance. Региональные самолёты Embraer ERJ и Saab 340/2000 оставшиеся от Crossair, были заменены на Avro RJ и переданы Swiss European Air Lines. Флот SWISS же был изменён и в нём остались лишь самолёты Airbus, за исключением Boeing 777.
В 2011 году SWISS изменила свой логотип на новый, который напоминал логотип её предшественника, Swissair.
По официальным данным в 2019 году компания насчитывала 9500 сотрудников, а выручка составила более 5 миллиардов швейцарских франков.

## Дочерние компании
Следующие компании полностью принадлежат Swiss International Air Lines Group:
- Edelweiss Air
- Swiss AviationSoftware
- Swiss Aviation Training
- Swiss European Air Lines
- Swiss Private Aviation
- Swiss World Cargo

## Маршрутная сеть
SWISS выполняет рейсы по более 100 направлениям в 45 стран из Цюриха и Женевы. Подразделение «Swiss WorldCargo» предоставляет полный спектр услуг по грузовым авиаперевозкам в более чем 80 стран мира по 130 направлениям. Также Edelweiss Air выполняет чартерные рейсы по всему миру.

## Партнёрские отношения

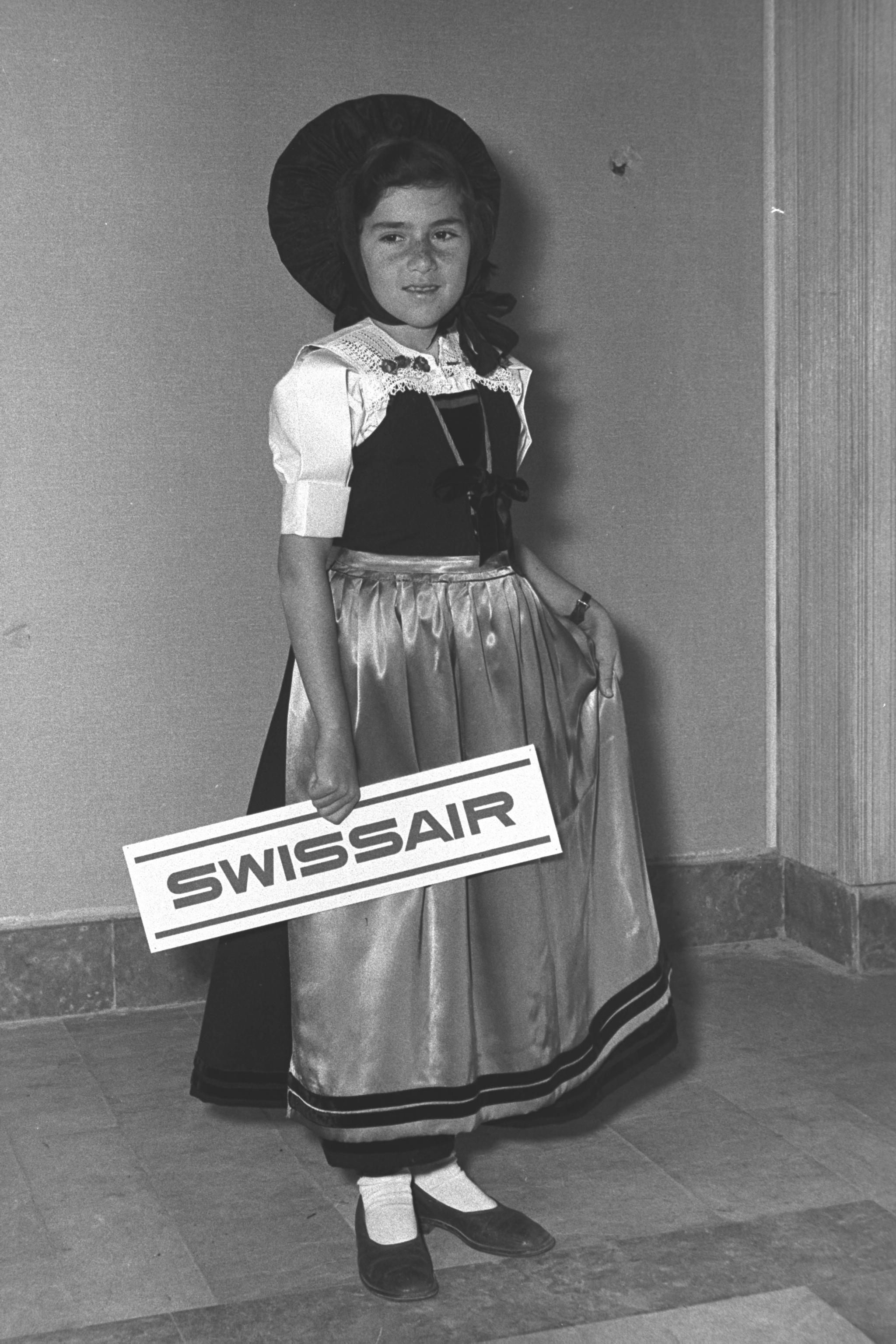
Девочка в национальной швейцарской одежде представляет а/к Swissair, 1953

По состоянию на конец 2009 года авиакомпания SWISS имела код-шеринговые соглашения со следующими авиакомпаниями:
- Air Canada
- Air India
- Air Malta
- Brussels Airlines
- Croatia Airlines
- Edelweiss Air
- EgyptAir
- El Al
- Lufthansa
- LOT Polish Airlines
- Singapore Airlines
- Thai Airways International
- TAM Airlines
- Ukraine International Airlines
- United Airlines

## Флот
По состоянию на март 2022 года самолетный парк «Swiss International Air Lines» насчитывает 90 воздушное судно следующих типов:

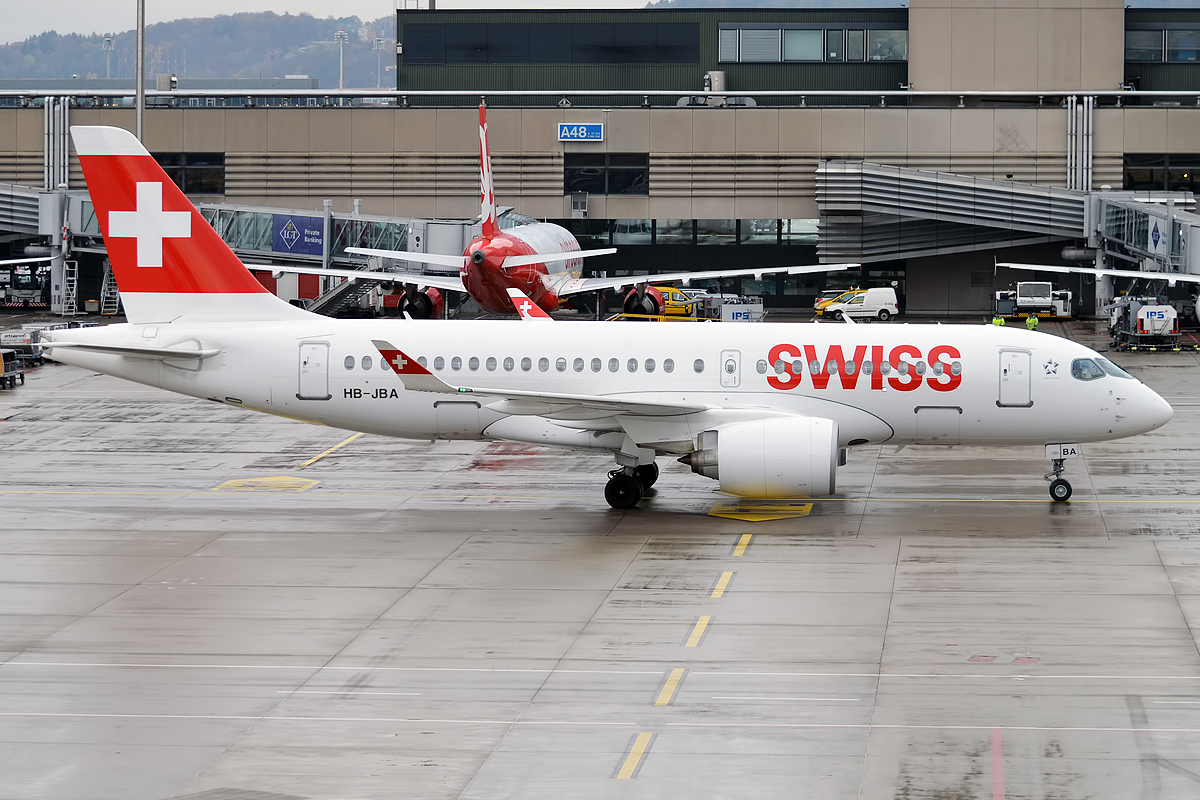
Swiss Airbus A220-100/CS100 2016 г.

## Авиационные происшествия
- 10 июля 2002 года авиалайнер Saab 2000 летел из Базеля в Гамбург, однако он не смог приземлиться в Гамбурге из-за плохой погоды. Экипаж пытался посадить самолёт и в Берлине и в Эберсвальде, однако только во время посадки в Вернойхене самолёт смог приземлиться. Во время посадки лайнер врезался в земляной вал, и у него оторвались все 3 стойки шасси. Никто из находившихся на борту 20 человек не погиб, но одна пассажирка получила ранения. Самолёт был списан[12].